# Hive Mind
Albums de The Internet
Ego Death
(2015)
Hive Mind est le quatrième album studio du groupe américain The Internet, sorti le 20 juillet 2018, sur le label Columbia Records.

## Liste des titres
| 1.    | Come Together              | Sydney Bennett, Steve Lacy                                                              | 3:41 |
| 2.    | Roll (Burbank Funk)        | Bennett, Lacy, Patrick Paige II, Thorir Baldursson, Mats Bjoerklund, Jurgen Korduletsch | 3:11 |
| 3.    | Come Over                  | Bennett                                                                                 | 5:22 |
| 4.    | La Di Da                   | Bennett, Lacy                                                                           | 3:27 |
| 5.    | Stay the Night             | Bennett, Lacy                                                                           | 4:22 |
| 6.    | Bravo                      | Bennett, Christopher Smith                                                              | 3:26 |
| 7.    | Mood                       | Bennett, Lacy                                                                           | 3:18 |
| 8.    | Next Time" / "Humble Pie   | Bennett, Iman, Lacy, Nick Green                                                         | 5:41 |
| 9.    | It Gets Better (With Time) | Bennett, Lacy, Smith                                                                    | 5:27 |
| 10.   | Look What U Started        | Bennett, Lacy, Green                                                                    | 4:31 |
| 11.   | Wanna Be                   | Bennett, Lacy                                                                           | 4:27 |
| 12.   | Beat Goes On               | Matthew Martin, Lacy                                                                    | 4:16 |
| 13.   | Hold On                    | Bennett, Lacy, Smith, Nicholas Bennett                                                  | 6:46 |
| 57:49 |                            |                                                                                         |      |